# 夏尔·当齐格
夏尔·丹齐格（Charles Dantzig），法国作家，生于1961年10月7日，法国塔布市。
夏尔·丹齐格出生于医学教授家庭，十七岁高中毕业，进入大学学习法律。在图卢兹获得法律博士学位，随后前往巴黎。曾翻译F·S·菲茨杰拉德的诗歌。至今已出版五本小说、六本散文集，诗集若干，2010年出版散文集《为什么读书？》，获得评论界及读者的广泛好评。

## 生平
夏尔出生于医学教授家庭，十七岁高中毕业，他并没有追随家族的传统或者准备法国高等师范大学的入学考试，而是决定学习法律。他在图卢兹获得法学博士学位，随后前往巴黎。

## 散文
2005年夏尔·丹齐格的《法国文学利己辞典》（Dictionnaire égoïste de la littérature française）出版，该书获得了许多奖项，其中包括“十二月奖”（Prix Décembre）、“法兰西学院散文奖”（Prix de l’Essai de l'Académie française）以及Elle杂志“女读者大奖”（Grand Prix des lectrices de Elle）。该作品在法国、在外国都获得了广泛的赞誉。该书的出版被视为当年重要的文学事件。
帕特克·麦克基尼斯曾这样评价丹齐格及《辞典》一书：“作为一本在法语圈的畅销书，丹齐格的《法国文学利己辞典》是一部了不起的作品。这是一本由丰富的事实支撑的参考书目的，读者在购买该书后可能会失望，但是这本书带来的更多的是惊喜。丹齐格有见解、有孩童般的顽皮、激进，但他也阅读广泛、幽默，善于启发别人。他是个优雅的作家，同时也对书籍有着高度的热情。”（摘自2006年7月14日《泰晤士报》文学评论增副刊）
2009年1月，法国格拉塞（Grasset）出版社出版了夏尔·丹齐格的另一部重要的作品：《无所不包又空无一物的任性百科全书》（Encyclopédie capricieuse du tout et du rien），该书以词条汇编的形式写成，获得了较大的成功。该书大受好评并以漫画的形式登上了法国《世界报》的头版。该书全票通过获得了2009年5月Duménil奖。
夏尔·丹齐格2010年10月出版了一本有关阅读的散文集《为什么读书？》。该书再次迅速获得好评和成功，并获得了吉奥诺（Giono）大奖。